# Zenòbia (esposa del Radamist)
Zenòbia (en georgià, ზენობია, en armeni, Զենոբիա) va ser l'esposa del rei Radamist d'Armènia. Era filla del rei Mitridates d'Armènia i de la seva esposa, filla del rei Pharsman I d'Ibèria.
El pare de Zenòbia va governar Armènia fins que Radamist, que era el seu nebot i gendre, li va usurpar el tron en una invasió sobtada. Radamist va matar tota la família de Mitridates. Els dos germans d'ella van ser assassinats només perquè ploraven la mort dels seus pares. Després d'aquestes morts es va proclamar rei d'Armènia l'any 51. Zenòbia es va convertir en reina.
Cap a l'any 55 la noblesa es va girar contra Radamist i es va produir una revolta general. El rei va haver de fugir i Tiridates I d'Armènia va obligar Radamist i la seva dona a fugir a Ibèria. Zenòbia, que estava embarassada, es va quedar enrere per no endarrerir la fugida del seu marit. Radamist, molt preocupat per por que el capturessin, va cedir als precs de Zenòbia i la va apunyalar, abandonant-la a la vora del riu. Allà la van trobar uns camperols encara viva, la van curar i al veure les seves vestidures reials la van portar davant del rei Tiridates, que la va tractar com una reina. La història l'explica Tàcit als seus Annals.
Es diu que Zenòbia va donar a llum un fill, que el seu pare no va conèixer. Segons algunes fonts, Zenòbia hauria viscut a la cort de Tiridates fins a la seva mort.